# Casper Ruud
Casper Ruud (* 22. Dezember 1998 in Oslo) ist ein norwegischer Tennisspieler.

## Karriere

### Bis 2016: Anfänge und Juniorenkarriere
Casper Ruud begann mit vier Jahren das Tennisspielen. Sein Vater Christian Ruud, der auch sein Trainer ist, war Tennisprofi und belegte Platz 39 der ATP-Weltrangliste im Jahr 1995.
Auf der Juniortour spielte Ruud bereits ab dem Alter von 14 Jahren und feierte einige Erfolge. 2014 gewann er im Einzel sein erstes Juniorenturnier, 2015 war er bei drei weiteren Turnieren erfolgreich. Zwischen 2013 und 2015 gewann er zudem drei Turniere im Doppel. Zusammen mit Miomir Kecmanović stand er in Wimbledon 2015 und 2016 sowie bei den French Open 2016 jeweils im Halbfinale. Im Einzel kam er hingegen nie über das Achtelfinale hinaus. Anfang 2016 führte Ruud als erster Norweger überhaupt die Junior-Weltrangliste an.

### 2015–2016: Erfolge auf der Future- und Challenger-Tour
Sein erstes Profimatch gewann Ruud im August 2015 bei einem Future in Finnland. In seinem Premierenjahr als Profi konnte er jedoch nie mehr als zwei Matches in Folge gewinnen, sodass er Ende des Jahres lediglich auf Rang 1126 der Weltrangliste gelistet war. Anfang 2016 gelang ihm das hingegen eindrucksvoll, als er in Spanien gleich in seinem ersten Future-Finale gegen Carlos Taberner den Titel holte. Einen Monat später stand er erneut im Finale eines Future-Turniers, verlor diesmal jedoch gegen Michael Mmoh. Dank einer Wildcard spielte Ruud dann bei der Qualifikation des Miami Masters, wo er Tatsuma Itō in drei Sätzen unterlag. Nach zwei Halbfinals, zwei verlorenen Finals sowie einem weiteren Titel bei Futures stand er Ende August bereits auf Position 450 der Weltrangliste.
Durch die Erfolge auf der Future Tour konnte Ruud im September auch erstmals an der Qualifikation eines Challenger-Turniers teilnehmen. In Sevilla erreichte er als Qualifikant gleich bei seinem ersten Turnier das Finale, in dem er den Japaner Taro Daniel mit 6:3, 6:4 glatt besiegte. Mit diesem Sieg wurde er nach seinem Vater und Jan Frode Andersen der dritte norwegische Challenger-Sieger sowie der viertjüngste Spieler, der ein Challenger-Turnier auf Anhieb gewinnen konnte. Mit einer Siegesserie von zwölf gewonnenen Matches in Folge machte er einen Sprung auf Rang 274 der Weltrangliste. Aufgrund dieses Erfolges bekam er bei den Chengdu Open eine Wildcard und konnte damit auch erstmals bei einem Turnier der ATP World Tour teilnehmen. Dort verlor er gegen den Weltranglisten-32. Viktor Troicki in zwei Sätzen. Der Rest des Jahres verlief ohne weitere Höhepunkte, größere Erfolge blieben neben einem weiteren Future-Finale aus. Das Jahr beendete Ruud auf Rang 225, fast 1000 Plätze höher als im Jahr zuvor.

### 2017–2019: Etablierung auf der ATP Tour und Top-100-Einstieg
2017 erreichte Ruud zu Jahresbeginn das Halbfinale beim Challenger-Turnier von Budapest, wo er gegen Márton Fucsovics jedoch beide Sätze mit 0:6 verlor. Zwei Wochen später startete er per Wildcard beim ATP-500-Turnier von Rio de Janeiro, wo er erneut ins Halbfinale kam. Gegen den an Position vier gesetzten Pablo Carreño Busta konnte Ruud den ersten Satz gewinnen und hatte im zweiten Satz einen Matchball, verlor den dritten Satz dann aber ebenfalls mit 0:6. Bis zum Jahresende spielte er danach parallel auf der ATP Tour sowie der ATP Challenger Tour und erreichte bei fünf Challenger-Turnieren das Viertelfinale.
2018 konnte Ruud sich dann bei drei der vier Grand-Slam-Turniere erstmals fürs Hauptfeld qualifizieren, bei den Australian Open sowie den French Open erreichte er die zweite Runde. Bei den beiden Challenger-Turnieren von Francavilla und Braga kam er kurz vor den French Open jeweils ins Finale, konnte jedoch keinen weiteren Titel gewinnen. Im Juli erreichte er das Viertelfinale des ATP-250-Turniers von Båstad, im Oktober innerhalb von drei Wochen drei Halbfinals bei verschiedenen Challenger-Turnieren.
2019 spielte Ruud dann erstmals weitestgehend auf der ATP Tour und er konnte Anfang März erstmals in die Top 100 der Weltrangliste einziehen. Im April erreichte er in Houston sein erstes ATP-Finale, nachdem er im Achtelfinale gegen den an Position vier gesetzten Reilly Opelka erfolgreich war. Im Finale musste er sich in drei Sätzen Cristian Garín geschlagen geben. Im Mai kam Ruud zunächst in Rom erstmals in die dritte Runde eines Masters-Turniers und kurz darauf bei den French Open auch erstmals in die dritte Runde eines Grand-Slam-Turniers. Sein bestes Ergebnis der restlichen Saison war das Halbfinale von Kitzbühel, zum Jahresende stand er auf Platz 54 der Weltrangliste.

### 2020–2021: Fünf Titel bei ATP-250-Turnieren
Anfang 2020 gewann Ruud beim ATP Cup seine beiden Partien gegen John Isner und Fabio Fognini, verlor aber gegen Daniil Medwedew und schied mit Norwegen nach der Vorrunde aus. Mitte Februar gewann er in Buenos Aires seinen ersten Titel auf der ATP Tour, auch in Santiago de Chile zwei Wochen später erreichte er das Finale. Nach der Saisonunterbrechung aufgrund der COVID-19-Pandemie besiegte er bei den US Open nach 0:2-Satzrückstand in der ersten Runde noch Mackenzie McDonald und kam erstmals bei dem Turnier in die dritte Runde. In Rom gewann er unmittelbar danach zunächst gegen Karen Chatschanow, Lorenzo Sonego sowie Marin Čilić und erreichte damit zum ersten Mal in seiner Karriere das Viertelfinale eines Masters-Turniers. Dort war er auch gegen Matteo Berrettini in drei Sätzen erfolgreich, der ihn zwei Wochen zuvor bei den US Open besiegt hatte. Im Halbfinale unterlag Ruud dem späteren Turniersieger Novak Đoković dann in zwei Sätzen, konnte sich nach dem Turnier aber erstmals in den Top 30 der Weltrangliste platzieren. Auch beim Turnier von Hamburg erreichte er eine Woche später das Halbfinale. Bei den in diesem Jahr im Herbst stattfindenden French Open lieferte er sich in der dritten Runde – trotz einer letztendlich glatten Dreisatz-Niederlage – eine umkämpfte Partie mit dem US-Open-Sieger Dominic Thiem.
2021 erreichte Ruud bei den Australian Open erstmals das Achtelfinale eines Grand-Slam-Turniers, musste dort nach zwei verlorenen Sätzen gegen Andrei Rubljow jedoch verletzungsbedingt aufgeben. Beim Masters von Monte-Carlo kam er nach Siegen über Diego Schwartzman, Pablo Carreño Busta und Fabio Fognini bis ins Halbfinale, wo er erneut gegen Rubljow verlor. Drei Wochen später gelang ihm das gleiche Resultat – unter anderem durch einen Zweisatzsieg gegen den Weltranglisten-5. Stefanos Tsitsipas – auch beim Masters von Madrid, wo er diesmal Berrettini unterlag. Zwei Wochen später gewann Ruud in Genf im Finale gegen Denis Shapovalov seinen zweiten ATP-Titel und konnte sich damit erstmals in seiner Karriere in den Top 20 der Weltrangliste platzieren. Weniger erfolgreich verliefen für ihn dann jedoch die beiden folgenden Grand-Slam-Turniere: Bei den French Open unterlag er in der dritten Runde Alejandro Davidovich Fokina, in Wimbledon in der ersten Runde Jordan Thompson – jeweils in fünf Sätzen. Danach konnte er aber innerhalb von drei Wochen drei weitere ATP-250-Turniere in Båstad, Gstaad und Kitzbühel gewinnen und sich damit in der Weltrangliste bis auf Platz 12 nach vorne arbeiten.

### Ab 2022: Etablierung in den Top Ten
Bei den French Open 2022 erreichte Ruud sein erstes Grand-Slam-Finale, in dem er in drei Sätzen gegen Rafael Nadal unterlag. Er verteidigte seine Titel in Genf und Gstaad. Durch das Erreichen des Finals der US Open rückte Ruud im September 2022 bis auf Platz zwei der Weltrangliste vor. Bei den ATP Finals erreichte er ebenfalls das Finale, welches er gegen Novak Đoković verlor. 2023 gewann er das Turnier in Estoril gegen Miomir Kecmanović. Ihm gelang erneut der Einzug in das Finale der French Open, dieses Mal unterlag er Novak Đoković in drei Sätzen. Die restliche Saison verlief ernüchternd für Ruud, er scheiterte in Wimbledon und bei den US Open bereits in der zweiten Runde. Dadurch fiel er auf den elften Platz der Weltrangliste zurück.
Beim Turnier in Barcelona im April 2024 konnte Ruud seinen ersten Turniererfolg der ATP-Tour-500-Serie erzielen. Er schlug im Finale Stefanos Tsitsipas in zwei Sätzen, gegen den er im Finale des Monte Carlo Masters noch verloren hatte.
Durch den Finalsieg gegen Jack Draper beim Madrid Masters im Mai 2025 gewann er seinen ersten Masters-Titel.

### Davis Cup
Ruud spielte 2015 erstmals für die norwegische Davis-Cup-Mannschaft, wo er dazu beitrug, dass das Team von der dritten in die zweite Gruppe Europa/Afrika aufstieg. Seine Bilanz ist mit 5:4 positiv.

## Erfolge
| Legende (Anzahl der Siege) |
| Grand Slam                 |
| ATP Finals                 |
| ATP Tour Masters 1000 (1)  |
| ATP Tour 500 (1)           |
| ATP Tour 250 (11)          |
| ATP Challenger Tour (1)    |

| ATP-Titel nach Belag |
| Hartplatz (1)        |
| Sand (11)            |
| Rasen (0)            |
| Teppich (0)          |

### Einzel

#### Turniersiege

##### ATP Tour
| Nr. | Datum            | Turnier          | Belag     | Finalgegner        | Ergebnis        |
| --- | ---------------- | ---------------- | --------- | ------------------ | --------------- |
| 1.  | 16. Februar 2020 | Buenos Aires (1) | Sand      | Pedro Sousa        | 6:1, 6:4        |
| 2.  | 22. Mai 2021     | Genf (1)         | Sand      | Denis Shapovalov   | 7:66, 6:4       |
| 3.  | 18. Juli 2021    | Båstad           | Sand      | Federico Coria     | 6:3, 6:3        |
| 4.  | 25. Juli 2021    | Gstaad (1)       | Sand      | Hugo Gaston        | 6:3, 6:2        |
| 5.  | 31. Juli 2021    | Kitzbühel        | Sand      | Pedro Martínez     | 6:1, 4:6, 6:3   |
| 6.  | 3. Oktober 2021  | San Diego        | Hartplatz | Cameron Norrie     | 6:0, 6:2        |
| 7.  | 13. Februar 2022 | Buenos Aires (2) | Sand      | Diego Schwartzman  | 5:7, 6:2, 6:3   |
| 8.  | 21. Mai 2022     | Genf (2)         | Sand      | João Sousa         | 7:63, 4:6, 7:61 |
| 9.  | 24. Juli 2022    | Gstaad (2)       | Sand      | Matteo Berrettini  | 4:6, 7:64, 6:2  |
| 10. | 9. April 2023    | Estoril          | Sand      | Miomir Kecmanović  | 6:2, 7:63       |
| 11. | 21. April 2024   | Barcelona        | Sand      | Stefanos Tsitsipas | 7:5, 6:3        |
| 12. | 25. Mai 2024     | Genf (3)         | Sand      | Tomáš Macháč       | 7:5, 6:3        |
| 13. | 5. Mai 2025      | Madrid           | Sand      | Jack Draper        | 7:5, 3:6, 6:4   |

##### ATP Challenger Tour
| Nr. | Datum              | Turnier | Belag | Finalgegner | Ergebnis |
| --- | ------------------ | ------- | ----- | ----------- | -------- |
| 1.  | 10. September 2016 | Sevilla | Sand  | Taro Daniel | 6:3, 6:4 |

#### Finalteilnahmen
| Nr. | Datum              | Turnier           | Belag         | Finalgegner         | Ergebnis            |
| --- | ------------------ | ----------------- | ------------- | ------------------- | ------------------- |
| 1.  | 14. April 2019     | Houston           | Sand          | Cristian Garín      | 6:74, 6:4, 3:6      |
| 2.  | 1. März 2020       | Santiago de Chile | Sand          | Thiago Seyboth Wild | 5:7, 6:4, 3:6       |
| 3.  | 3. April 2022      | Miami             | Hartplatz     | Carlos Alcaraz      | 5:7, 4:6            |
| 4.  | 5. Juni 2022       | French Open (1)   | Sand          | Rafael Nadal        | 3:6, 3:6, 0:6       |
| 5.  | 11. September 2022 | US Open           | Hartplatz     | Carlos Alcaraz      | 4:6, 6:2, 6:71, 3:6 |
| 6.  | 20. November 2022  | Turin             | Hartplatz (i) | Novak Đoković       | 5:7, 3:6            |
| 7.  | 11. Juni 2023      | French Open (2)   | Sand          | Novak Đoković       | 6:71, 3:6, 5:7      |
| 8.  | 23. Juli 2023      | Båstad            | Sand          | Andrei Rubljow      | 6:73, 0:6           |
| 9.  | 24. Februar 2024   | Los Cabos         | Hartplatz     | Jordan Thompson     | 3:6, 6:74           |
| 10. | 2. März 2024       | Acapulco          | Hartplatz     | Alex de Minaur      | 4:6, 4:6            |
| 11. | 14. April 2024     | Monte Carlo       | Sand          | Stefanos Tsitsipas  | 1:6, 4:6            |
| 12. | 9. Februar 2025    | Dallas            | Hartplatz (i) | Denis Shapovalov    | 6:75, 3:6           |

## Abschneiden bei bedeutenden Turnieren

### Einzel
Die Tabelle listet die Ergebnisse der Grand-Slam-Turniere, der ATP Finals, der Olympischen Spiele, des Davis Cups und der Masters-Turniere auf.
| Turnier           | 2025 | 2024 | 2023 | 2022 | 2021 | 2020 | 2019 | 2018 | 2017 | 2016 | Karriere |
| ----------------- | ---- | ---- | ---- | ---- | ---- | ---- | ---- | ---- | ---- | ---- | -------- |
| Australian Open   | 2    | 3    | 2    | —    | AF   | 1    | Q1   | 2    | Q3   | —    | 1 × AF   |
| French Open       | 2    | HF   | F    | F    | 3    | 3    | 3    | 2    | Q2   | —    | 2 × F    |
| Wimbledon         |      | 2    | 2    | 2    | 1    |      | 1    | Q1   | —    | —    | 3 × 2R   |
| US Open           |      | AF   | 2    | F    | 2    | 3    | 1    | 1    | Q2   | —    | 1 × F    |
| ATP Finals        |      | HF   | —    | F    | HF   | —    | —    | —    | —    | —    | 1 × F    |
| Indian Wells      |      | VF   | 3    | 3    | AF   |      | Q1   | Q2   | —    | —    | 1 × VF   |
| Miami             |      | AF   | 3    | F    | —    |      | 1    | Q1   | 1    | Q1   | 1 × F    |
| Monte Carlo       |      | F    | AF   | AF   | HF   |      | —    | —    | 1    | —    | 1 × F    |
| Madrid            |      | AF   | 2    | 2    | HF   |      | Q2   | —    | Q1   | —    | 1 × HF   |
| Rom               |      | 2    | HF   | HF   | —    | HF   | AF   | —    | —    | —    | 3 × HF   |
| Kanada            |      | 3    | AF   | HF   | VF   |      | —    | —    | —    | —    | 1 × HF   |
| Cincinnati        |      | 2    | 2    | 2    | VF   | 1    | 1    | —    | —    | —    | 1 × VF   |
| Shanghai          |      |      |      |      |      |      | —    | —    | —    | —    | —        |
| Paris             |      | 2    |      | AF   | VF   | 1    | 1    | —    | —    | —    | 1 × VF   |
| Olympische Spiele |      | VF   |      |      |      | —    |      |      |      | —    | 1 × VF   |
| Davis Cup         |      |      |      | PO   | —    | —    | —    | —    | —    | —    | —        |

Zeichenerklärung: S = Turniersieg; F, HF, VF, AF = Einzug ins Finale, Halb-, Viertel-, Achtelfinale; 1, 2, 3 = Ausscheiden in der 1., 2., 3. Haupt- / Finalrunde; Q1, Q2, Q3 = Ausscheiden in der 1., 2. 3. Qualifikationsrunde; RR = Round Robin (Gruppenphase); nicht ausgetragen oder andere Kategorie; PO (Playoff), P2 = Auf-/Abstiegsrunde zur Weltgruppe I/II im Davis Cup; W2 = Teilnahme in der Weltgruppe II